# Lakshadweep
Ne doit pas être confondu avec Îles Laquedives.

Carte du territoire de Lakshadweep.

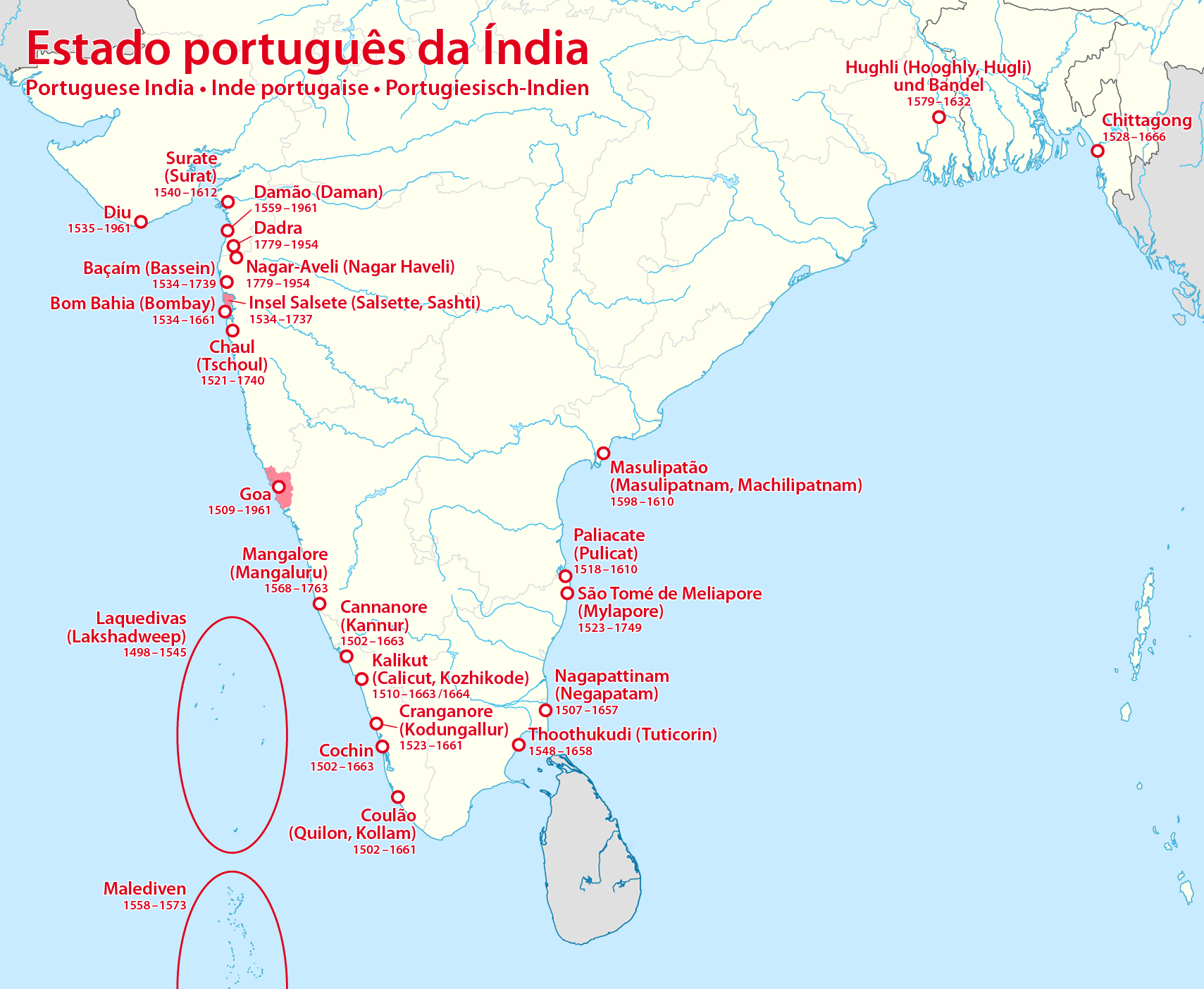
Inde portugaise.

Le Lakshadweep (en malayalam : ലക്ഷദ്വീപ്, Lakṣadvīp ; en maldivien : ލަކްޝަދީބު, Lakshadibu) est un territoire de l'Inde. Situé dans les mers d'Arabie et des Laquedives, il est formé des îles Laquedives, des îles Amindivi et de Minicoy. Constitué en 1956, le territoire prend son nom actuel en 1973 qui signifie littéralement « 100 000 îles » (de laksha ou lakh : « cent mille » et dweep : « îles »). La forme anglicisée de Laccadives et la forme francisée de Laquedives sont à rapprocher de Maldives, en sanskrit Maladweepa (« Guirlande d'îles » ou « Collier d'îles »).
Le Lakshadweep est pour une part importante de son histoire une dépendance des États de la Côte de Malabar. Il est notamment du XVIe siècle au XVIIIe siècle sous la suzeraineté du royaume de Cannanore ou Arakkal, qui sera intégré par les Britanniques à la Présidence de Madras, à la suite des guerres anglo-mysoréennes.

## Étymologie
Le nom Lakshadweep est dérivé de Lakṣadvīpa signifiant « cent mille îles », vraisemblablement du sanskrit ou du malayalam.

## Géographie
Le territoire se trouve entre 8° et 12° 13″ de latitude nord et 71° et 74°  de longitude est. Il est composé de 27 îles dont 10 — Kavaratti, Agatti, Amini, Kadmat, Kiltan, Chetlat, Bitra, Andrott, Kalpeni et Minicoy — sont habitées. Kavaratti, la capitale, est située à 322 kilomètres à vol d'oiseau de la ville d'Ettikulam au Kerala et à 350 kilomètres de Kozhikode (Calicut), dans ce même État. Quant à Minicoy, 382 kilomètres la séparent d'Alappuzha (Alleppey), sur la côte indienne. Les eaux territoriales du Lakshadweep s'étendent sur 20 000 km2. L'atoll est traversé par le 9 degree channel et par le 8 degree channel, deux zones de trafic maritime reliant l'Asie à l'Europe.

## Histoire

### Histoire ancienne
Alors qu'il était présumé que le Lakshadweep aurait pu faire partie des premières migrations humaines en provenance d'Afrique, les preuves génétiques indiquent le contraire : la majorité des ancêtres humains des îles provenant de l'Asie du Sud. Les preuves archéologiques de Kalpeni indiquent l'existence d'un établissement humain dans la région depuis au moins 1500 avant notre ère. Les contes bouddhiques Jātaka, datés de 300 av. J.-C., mentionnent les îles. Les preuves archéologiques soutiennent également la propagation du bouddhisme dans les îles à l'époque de Sanghmitra, fille d' Ashoka présumée avoir visité l'île au troisième siècle avant notre ère. Il y a des références à la domination sur la région par les Cheras dans la période Sangam (300 avant J.C à 300 après J.C), l'un des trois royaumes de l'ancien Tamilakam, ces références dans la littérature tamoule classique dite Sangam sont notamment le Patiṟṟuppattu.
Les îles sont connues depuis longtemps des marins, indiquées pour la première fois par une référence anonyme dans le Périple de la mer Érythrée datant du Ier siècle, décrites comme des îles au large de la Côte de Malabar, sources de carapace de tortue. Ptolémée en 150, mentionne 1 378 îles situées en face de Taprobane avec les noms de certaines des îles donnés par Kanathara (Kavaratti), Argidion (Agatti), Ammine (Amini) et Monache (Minicoy). Les îles faisaient partie d'une route commerciale avec l'empire romain, avec des preuves archéologiques dès le IIe siècle obtenues de Kadamath et d'Androth. Des voyageurs et des historiens tels qu'Ammien Marcellin au IVe siècle, Faxian au Ve siècle et Cosmas au VIe siècle mentionnent les îles.

### XXIesiècle
Deux bases navales indiennes, INS Jatayu et INS Dweeprakshak sont en place pour assurer le trafic maritime.

## Démographie
La population du territoire de Lakshadweep était de 64 473 habitants en 2011.
Sur la plupart des îles, les habitants parlent un dialecte issu du malayalam parlé sur le littoral de l'État du Kerala et descendraient, selon la légende locale, de commerçants naufragés sur ces îles durant une tempête particulièrement violente. Cependant, les habitants de Minicoy, l'atoll le plus méridional, parlent le mahi, un dialecte du maldivien, la langue des Maldives. Ils s'appellent eux-mêmes les « Div-i » ou les « Aminidivi ».
La majorité des habitants du Lakshadweep sont de confession musulmane, à plus de 96 % d'après le recensement de 2011. Ils suivent essentiellement l'école chafiite de la tradition sunnite, comme la plupart des musulmans de la côte sud-ouest de l'Inde, des îles de Ceylan et des Maldives.